# Majda Mačkovšek Peršič
Majda Mačkovšek Peršič, slovenska onkologinja, * 17. februar 1919, Ljubljana, Slovenija, † 13. marec 2014, Ljubljana.

## Odlikovanja in nagrade
Leta 2000 je prejela častni znak svobode Republike Slovenije z naslednjo utemeljitvijo: »za pogumno humanitarno delo med taboriščnicami in pri tem za zasluge v boju proti nacifašizmu ter za požrtvovalno delo na področju onkologije«.